# Palpimanus lualabanus
Palpimanus lualabanus là một loài nhện trong họ Palpimanidae. Loài này được phát hiện ở Congo.